# Барна (Румунія)
Барна (рум. Barna) — село у повіті Бакеу в Румунії. Входить до складу комуни Парінча.
Село розташоване на відстані 243 км на північ від Бухареста, 20 км на південний схід від Бакеу, 80 км на південний захід від Ясс, 136 км на північний захід від Галаца.

## Населення
За даними перепису населення 2002 року у селі проживали 30 осіб, усі — румуни. Усі жителі села рідною мовою назвали румунську.